# Pays d'états
Pour un article plus général, voir États provinciaux (Ancien Régime).
Dans le royaume de France de l'Ancien Régime, un pays d'états,, est une province qui a des états provinciaux, assemblée représentative des trois ordres (clergé, noblesse et tiers état).
Le royaume comporte, à côté des pays d'états, des pays d'élection,,,, provinces dont les états provinciaux ont été supprimés, et des pays d'imposition.
Le rôle des états provinciaux est principalement fiscal : il s'agit, chaque année, de négocier le montant de l'impôt de la province avec l'intendant, représentant du roi, puis d'en assurer la répartition par diocèse et par paroisse, enfin d'en contrôler la collecte. Les états provinciaux versent la plus grand partie de la collecte au trésor royal, mais en conservent une partie pour financer le développement des voies de communication.
Comme les états généraux du royaume, les états provinciaux représentent une contrainte pour le pouvoir « absolu » du roi, qui détient par droit divin tous les pouvoirs dans le royaume. Mais les états généraux ne sont réunis que selon le bon vouloir du roi (en 1614 et en 1789 pour les deux dernières réunions), alors que les états provinciaux sont réunis régulièrement.

## Grands et petits pays d'états
Les pays d'états sont répartis, en fonction de leur superficie, entre « grands » et « petits » pays d'états.

### Grands pays d'états
Après juin 1787, il n'existe plus que quatre grands pays d'états, contre sept à la fin du XVIe siècle : 
- la Bourgogne, issue du duché de Bourgogne, incorporé dans le domaine royal en 1482 ;
- le Languedoc, issu du comté de Toulouse ;
- la Bretagne, issue du duché de Bretagne, incorporé en 1532 ;
- la Provence[6], issue du comté de Provence, fief du Saint-Empire annexé en 1481.

Deux de ces sept provinces voient leurs états provinciaux rétablis en 1788 : 
- la Franche-Comté (1er octobre 1788[8]), issue de la comté de Bourgogne, fief du Saint-Empire annexé en 1679 ;
- le Dauphiné ou généralité de Grenoble (22 octobre 1788)[9], issue du Dauphiné de Viennois, fief du Saint-Empire annexé en 1349 et dont le titre de « dauphin » est dévolu au fils aîné du roi avant son accession au trône.

Le rétablissement des états du Dauphiné est consécutif à la réunion (illégale, voire révolutionnaire) des « états généraux du Dauphiné » à Vizille en juillet 1788, et à la journée insurrectionnelle de Grenoble du 7 juin 1788, premiers signes de la révolution de 1789.

### Petits pays d'états
En juin 1787, on trouve des petits pays d'états 
- au nord du royaume : Artois (ancien comté d'Artois), Flandre wallonne (territoires issus du comté de Flandre ou du comté de Hainaut) et Cambrésis, annexés au détriment des Pays-Bas espagnols (c'est-à-dire des fiefs détenus aux Pays-Bas par les Habsbourg d'Espagne) ;
- au centre-est : le Bugey et la Bresse, terres d'Empire annexées sous Henri IV ;
- au sud-ouest, dans les Pyrénées : le Béarn, la Basse-Navarre (« royaume de Navarre »), la Soule, la Bigorre, le Nébouzan et le pays de Foix, fiefs et territoires détenus jusqu'en 1589 par la maison d'Albret et incorporés au domaine royal du fait de l'accession au trône de France de son chef, Henri III de Navarre, sous le nom de Henri IV, premier « roi de France et de Navarre ». S'ajoute à cette liste le Labourd, qui ne fut pas une possession de la maison d'Albret, mais obtint le statut de Pays d'État après son incorporation au royaume de France en 1451.

## Liste des pays d'états
D’après Roland Mousnier et Bernard Barbiche il s'agit des provinces de :
| Pays            | États provinciaux       | Suppression des états provinciaux                        |
| --------------- | ----------------------- | -------------------------------------------------------- |
| Agenais         |                         | septembre 1621                                           |
| Alsace          |                         | XVIIe siècle                                             |
| Anjou           |                         | XVe siècle                                               |
| Armagnac        |                         | septembre 1621                                           |
| Artois          | États d'Artois          | 1789                                                     |
| Astarac         |                         | septembre 1621,                                          |
| Auvergne        |                         | XVIIe siècle (v. 1651-1672)                              |
| Basse-Navarre   | États de Navarre        | 1789                                                     |
| Bazadais        |                         | septembre 1621                                           |
| Béarn           | États du Béarn          | 1789                                                     |
| Berry           |                         | XVIe siècle                                              |
| Bigorre         |                         | 1789                                                     |
| Bourgogne       | États de Bourgogne      | 1789                                                     |
| Bresse          |                         | 1789                                                     |
| Bretagne        | États de Bretagne       | 1789                                                     |
| Bugey           |                         | 1789                                                     |
| Cambrésis       | États du Cambrésis      | 1789                                                     |
| Charolais       |                         | 1751, date de sa réunion aux états généraux de Bourgogne |
| Comminges       |                         | septembre 1621                                           |
| Condomois       |                         | septembre 1621                                           |
| Corse           | États de Corse          | 1789                                                     |
| Dauphiné        | États du Dauphiné       | XVIIe siècle                                             |
| Flandre         | États de Flandre        | 1789                                                     |
| Foix            | États de Foix           | 1789                                                     |
| Franche-Comté   | États de Franche-Comté  | XVIIIe siècle                                            |
| Gévaudan        |                         | 1789                                                     |
| Hainaut         |                         | 1789                                                     |
| Labourd         | Biltzar                 | 1789                                                     |
| Languedoc       | États de Languedoc      | 1789                                                     |
| Lannes (Landes) |                         | septembre 1621                                           |
| Limousin        |                         | XVe siècle                                               |
| Lomagne         |                         | septembre 1621                                           |
| Mâconnais       |                         | 1789                                                     |
| Maine           |                         | XVIe siècle                                              |
| Marche          |                         | XVe siècle                                               |
| Marsan          |                         | 1789                                                     |
| Nébouzan        |                         | 1789                                                     |
| Normandie       |                         | XVIIe siècle (1655)                                      |
| Orléanais       |                         | XVIe siècle                                              |
| Périgord        |                         | XVIe siècle                                              |
| Provence        | États de Provence       | 1789                                                     |
| Quatre-Vallées  |                         | 1789                                                     |
| Quercy          |                         | septembre 1621                                           |
| Rivière-Verdun  |                         | septembre 1621                                           |
| Rouergue        |                         | septembre 1621                                           |
| Soule           | États généraux de Soule | 1789                                                     |
| Touraine        |                         | XVIe siècle                                              |
| Velay           | États du Velay          | 1789                                                     |
| Vivarais        |                         | 1789                                                     |